# Philadelphia 76ers 1996-1997
La stagione 1996-97 dei Philadelphia 76ers fu la 48ª nella NBA per la franchigia.
I Philadelphia 76ers arrivarono sesti nella Atlantic Division della Eastern Conference con un record di 22-60, non qualificandosi per i play-off.

## Roster
| N° | Naz.                   | Ruolo | Sportivo              | Anno | Alt. | Peso |
| -- | ---------------------- | ----- | --------------------- | ---- | ---- | ---- |
| 3  | Stati Uniti (bandiera) | G     | Allen Iverson         | 1975 | 183  | 75   |
| 4  | Stati Uniti (bandiera) | AC    | Michael Cage          | 1962 | 206  | 102  |
| 7  | Stati Uniti (bandiera) | GA    | Mark Davis            | 1973 | 201  | 95   |
| 9  | Stati Uniti (bandiera) | G     | Doug Overton          | 1969 | 191  | 86   |
| 14 | Stati Uniti (bandiera) | A     | Mark Hendrickson      | 1974 | 206  | 100  |
| 20 | Stati Uniti (bandiera) | G     | Frankie King          | 1972 | 185  | 84   |
| 21 | Stati Uniti (bandiera) | A     | Joe Courtney          | 1969 | 203  | 107  |
| 23 | Stati Uniti (bandiera) | G     | Rex Walters           | 1970 | 193  | 86   |
| 25 | Stati Uniti (bandiera) | A     | Don MacLean           | 1970 | 208  | 107  |
| 30 | Stati Uniti (bandiera) | G     | Lucious Harris        | 1970 | 196  | 86   |
| 35 | Stati Uniti (bandiera) | A     | Clarence Weatherspoon | 1970 | 198  | 109  |
| 42 | Stati Uniti (bandiera) | GA    | Jerry Stackhouse      | 1974 | 198  | 99   |
| 44 | Stati Uniti (bandiera) | A     | Derrick Coleman       | 1967 | 208  | 104  |
| 45 | Stati Uniti (bandiera) | AC    | Adrian Caldwell       | 1966 | 203  | 120  |
| 50 | Australia (bandiera)   | AC    | Mark Bradtke          | 1968 | 208  | 120  |
| 55 | Stati Uniti (bandiera) | AC    | Scott Williams        | 1968 | 208  | 104  |

## Staff tecnico
- Allenatore: Johnny Davis
- Vice-allenatori: Ed Badger, Bob Ociepka, Maurice Cheeks